# Дрјенчани
Дрјенчани (слч. Drienčany) насељено је мјесто са административним статусом сеоске општине (слч. obec) у округу Римавска Собота, у Банскобистричком крају, Словачка Република.

## Становништво
| Година:    | 1994. | 2004.   | 2014.   | 2024.    |
| ---------- | ----- | ------- | ------- | -------- |
| Број људи: | 272   | 246     | 241     | 193      |
| Разлика:   |       | -9,55 % | -2,03 % | -19,91 % |

| Година:    | 2023. | 2024.   |
| ---------- | ----- | ------- |
| Број људи: | 195   | 193     |
| Разлика:   |       | -1,02 % |

Према подацима о броју становника из 2011. године насеље је имало 245 становника.